# Maio
Maio (Ilha do Maio, deutsch „Insel des (Monats) Mai“) ist eine der neun bewohnten Kapverdischen Inseln im Atlantik.

## Geographie
Maio gehört zur Inselgruppe Ilhas de Sotavento (dt.: „Inseln unter dem Wind“). Sie liegt östlich der Insel Santiago und südwestlich von Boa Vista. Die von nur wenigen verwitterten Vulkanschloten überragte, auf einem Kalksockel aufsitzende Wüsteninsel hat eine Fläche von 269 km² und rund 8400 Einwohner, was eine Bevölkerungsdichte von 31 Einwohnern pro Quadratkilometer ergibt. Höchste Erhebung ist der Monte Penoso (436 m). Hauptstadt und Hafenstadt ist Cidade do Maio.

## Geologie
Maio ist zusammen mit Sal geologisch die älteste Insel des Kapverdenarchipels. Geomorphologisch ist sie sehr stark eingeebnet, vorwiegend durch quartäre, marine Abrasion. Das hügelige Inselinnere ist dem jedoch weitgehend entgangen. Der geologische Werdegang Maios lässt sich wie folgt gliedern (von jung nach alt):
- Quartäre und holozäne Sedimente
- Pliozäne Abrasion und erneuter Vulkanismus
- Zentraler Intrusivkomplex
- Vulkanite
- Winkeldiskordanz
- Coruja-Formation
- Carquiejo-Formation
- Morro-Formation – pelagische Kalke
- Bathala-Formation – ozeanische Kruste

Das bis zu 4000 Meter in die Höhe gehobene und dabei verkippte Fundament Maios besteht aus ozeanischer Kruste (Bathala-Formation – tholeiitische Kissenlaven mit NMORB-Zusammensetzung, Lavabrekzien, Hyaloklastite und eingelagerte Sedimente mit einem unterkretazischen Minimalalter von 113 ± 8 Millionen Jahren BP, d. h. Ende Aptium), die von hellen, pelagischen Kalksedimenten der Morro-Formation aus der Unter- bis Oberkreide (Valanginium bis Barremium) kontinuierlich überlagert wird. Gemäß Muller u. a. besitzt die ozeanische Kruste unterhalb Maios ein Alter von zirka 136 Millionen Jahren BP und stammt somit aus dem Valanginium. Ein vergleichbares Alter (frühes Valanginium) wird auch von Fourcade u. a. anhand von Calpionelliden und Radiolarien den frühesten, in die obersten Basalte eingelagerten Sedimenten, zugewiesen.
Die 180 bis 350 Meter mächtige Sedimentfolge der Morro-Formation in Maiolica-Fazies (mit Radiolarien, Aptychen und Ammoniten) geht dann zum Hangenden hin ein immer seichter werdendes Ablagerungsmilieu über, der Carquiejo-Formation. Letztere wird maximal 90 Meter mächtig und besteht aus heterogenen Tonschiefern, Siltsteinen und dünnbankigen Kalken aus der Zeitspanne Albium bis Cenomanium. Das pelagische Ablagerungsmilieu befand sich anfangs noch in der Nähe der Kalzitkompensationstiefe, vertiefte sich aber zusehends. Turbiditströme brachten kontinentale und kalkhaltige Komponenten ein.
Mit Beginn der 300 Meter mächtigen Coruja-Formation treten zum ersten Mal pyroklastische Tufflagen, Sandsteine und Konglomerate über den pelagischen Kalken auf und verweisen auf erneut einsetzenden Vulkanismus. Die Tuffe sind mit Ruditen assoziiert und belegen somit ein Auftauchen der Insel, zu erkennen auch an Klasten plutonischen Ursprungs. Sie beweisen ferner die Existenz einer magmatischen Episode bereits vor Beginn des eigentlichen Vulkanismus auf der Insel. Maio dürfte zum damaligen Zeitpunkt eine bedeutende Heraushebung und Abtragung erfahren haben. Die Coruja-Formation ist schlecht datierbar, sie besitzt aber auf jeden Fall ein mittelmiozänes Mindestalter.
Nach Einnivellieren der sedimentären Abfolge haben sich dann nach einem langen Hiatus diskordant mit einer ausgeprägten Winkeldiskordanz submarine, ankaramitische Hyaloklastite und Kissenlaven des Neogens über die Sedimente gelegt. Ihnen folgten an der Oberfläche ausgedrungene ankaramitische Lavaflüsse und Lavadeltas mit den dazugehörigen vulkanoklastischen Sedimenten (Tuffe) sowie Flusssedimente. Die gesamte Abfolge ist 15 bis 7 Millionen Jahre BP alt, sie entstand im Mittel- und Obermiozän (Langhium bis Messinium).
Darüber hinaus kam es im Tortonium im Zeitraum 9 bis 7 Millionen Jahren BP zu tektonisch bedingter Einengung – die mesozoischen Sedimente wurden hierbei verfaltet und unter Ausbildung von Schichtwiederholungen intern gen Süden überschoben (Monte-Branco-Überschiebung). Die Sedimente waren zusätzlich zu Beginn des Tortoniums vor 11 Millionen Jahren BP bereits von größeren Lagergängen durchdrungen worden.
Das Fundament Maios umgibt in einem partiellen Ring mit steilem Einfallen nach außen den plutonischen Intrusivkörper des so genannten Zentralen Intrusivkomplexes (engl. Central Intrusive Complex oder abgekürzt CIC) – in der Regel Essexite oder Pyroxenite, gelegentlich auch Syenite, Karbonatite sowie Gangschwärme. Die Intrusiva stammen sehr wahrscheinlich aus dem Unteren Miozän und dürften 20 bis 18 Millionen Jahre BP alt sein (Burdigalium). Das domartige Aufdringen des Intrusivkomplexes an steilstehenden Verwerfungen dürfte erst nach Abschluss der tektonischen Bewegungen im Tortonium erfolgt sein.
Nach einer erneuten Abtragungsphase unter stellenweiser Ausbildung eines Laterithorizontes entstand im Pliozän ein weites Plateau mit an Kieselsäure untersättigten Laven, Olivinmelilithiten und Nepheliniten. An topographisch höher gelegenen Partien im Ostteil der Insel traten mächtige, ankaramitische Laven und Pyroklastika aus; sie sind nach Osten durch die aus den mesozoischen Schichten herauspräparierten Täler abgeflossen.
Der letzte Abschnitt in der geologischen Entwicklung Maios ist nichtvulkanischer Natur. Diskordant legten sich quartäre Strandablagerungen und andere Sedimente wie alluviale Fächersedimente und äolische Sande des Holozäns über die Vulkanite, wobei die quartären Ablagerungen partiell sämtliche vorangegangenen Serien überdeckten. Die Strandablagerungen finden sich noch bis zu einer Höhe von 70 Meter über dem Meeresspiegel.

## Geschichte
Der Name Maio (dt.: „Mai“) leitet sich ab vom Datum der Entdeckung am 1. Mai 1460. Wenig später wurden halbnomadische Hirtensklaven angesiedelt, die im Auftrag des portugiesischen Königshauses Fleischvieh und Häute produzierten, um die Sklavenschiffe von Cidade Velha zu versorgen. Im 16. Jahrhundert kam zur Viehwirtschaft der Anbau von Baumwolle hinzu und ein Teil der Bevölkerung wurde sesshaft. Fein gewobene Tücher (panos de Santiago) waren ein wertvolles Tauschgut in Kontinentalafrika und dienten vorwiegend dem Aufkauf weiterer Sklaven. Nachdem Santiago seine vorherrschende Position im 17. Jahrhundert verloren hatte, wurden die natürlichen Salinen ausgebaut und freie Siedler folgten. Zum Schutz vor Piratenangriffen und nicht zuletzt, um die den Salzhandel beherrschenden Engländer zu Steuerzahlungen bewegen zu können, errichtete die portugiesische Krone im Hauptort Cidade do Maio (bis 1975 Porto Inglês) eine kleine Festung mit ein paar Kanonen.
Wie die anderen Kapverdischen Inseln wurde auch Maio wiederholt von Hungerkatastrophen heimgesucht, die mitunter die freie Bevölkerung zwangen, sich als Sklaven nach Amerika zu verkaufen.
Dem Rückgang der Salzproduktion und zunehmender Dürre Anfang des 20. Jahrhunderts folgte eine anhaltende Auswanderungsbewegung.
Nach der Unabhängigkeit Kap Verdes 1975 musste das Überleben durch Arbeitsbeschaffungsprogramme in Straßenbau und Wiederaufforstung gesichert werden. Die im Inneren weitgehend vegetationslose Insel besitzt wieder eine kleine, aber nachhaltige Forstwirtschaft und nach gelungener Aufforstung die größte zusammenhängende Waldfläche der Kapverden. Dadurch ist man in der Lage, Brennholz und Holzkohle nach Praia zu exportieren.

## Verwaltung
Die Insel gehört zur Südgruppe der Kapverdischen Inseln, den Ilhas de Sotavento. Als Hauptstadt der Insel gilt Cidade do Maio.
Administrativ ist Maio in einen gleichnamigen Kreis (Concelho) mit nur einer Gemeinde (Freguesia) namens Nossa Senhora da Luz gegliedert.

## Wirtschaft und Tourismus

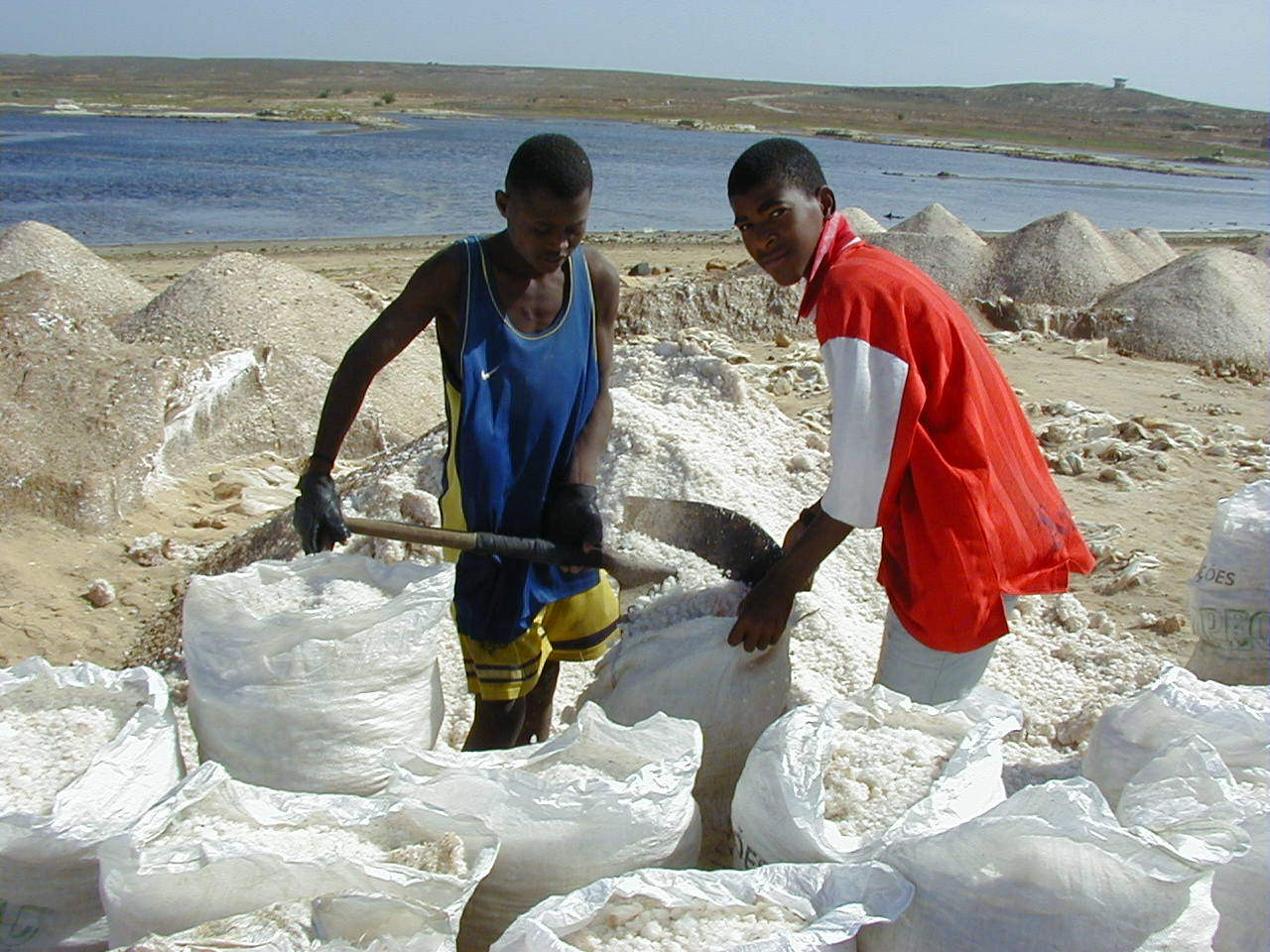
Meersalzgewinnung auf Maio

Haupterwerbszweige sind extensive Viehzucht, Fischerei und das Kunsthandwerk (Keramik). Viele Familien erhalten Zuwendungen von Familienangehörigen aus Praia und aus Übersee. Die Salinen sind vom Verfall bedroht.
Mit seinen kilometerlangen feinen hellen Sandstränden und wildromantischen felsigen Küstenabschnitten besitzt Maio ein beeindruckendes touristisches Potential, das wenig genutzt wird, solange sich der Transport von Wassersportgerät schwierig gestaltet. Die einheimische Fluggesellschaft TACV fliegt Maio mehrmals pro Woche nur von Praia aus an. Der kurze Flug dauert ca. 10 Minuten. Eine geschlossene Ringstraße verbindet alle wichtigen Orte mit der Inselhauptstadt Cidade do Maio. Die wenigen Besucher freuen sich an einsamen Stränden und weiten Wanderungen und Ausflugsfahrten ins Inselinnere. 
Ein Anziehungspunkt ist auch das Riff João Valente.